# Sonate K. 172
La sonate K. 172 (F.528/L.S.40) en si bémol majeur est une œuvre pour clavier du compositeur italien Domenico Scarlatti.

## Présentation

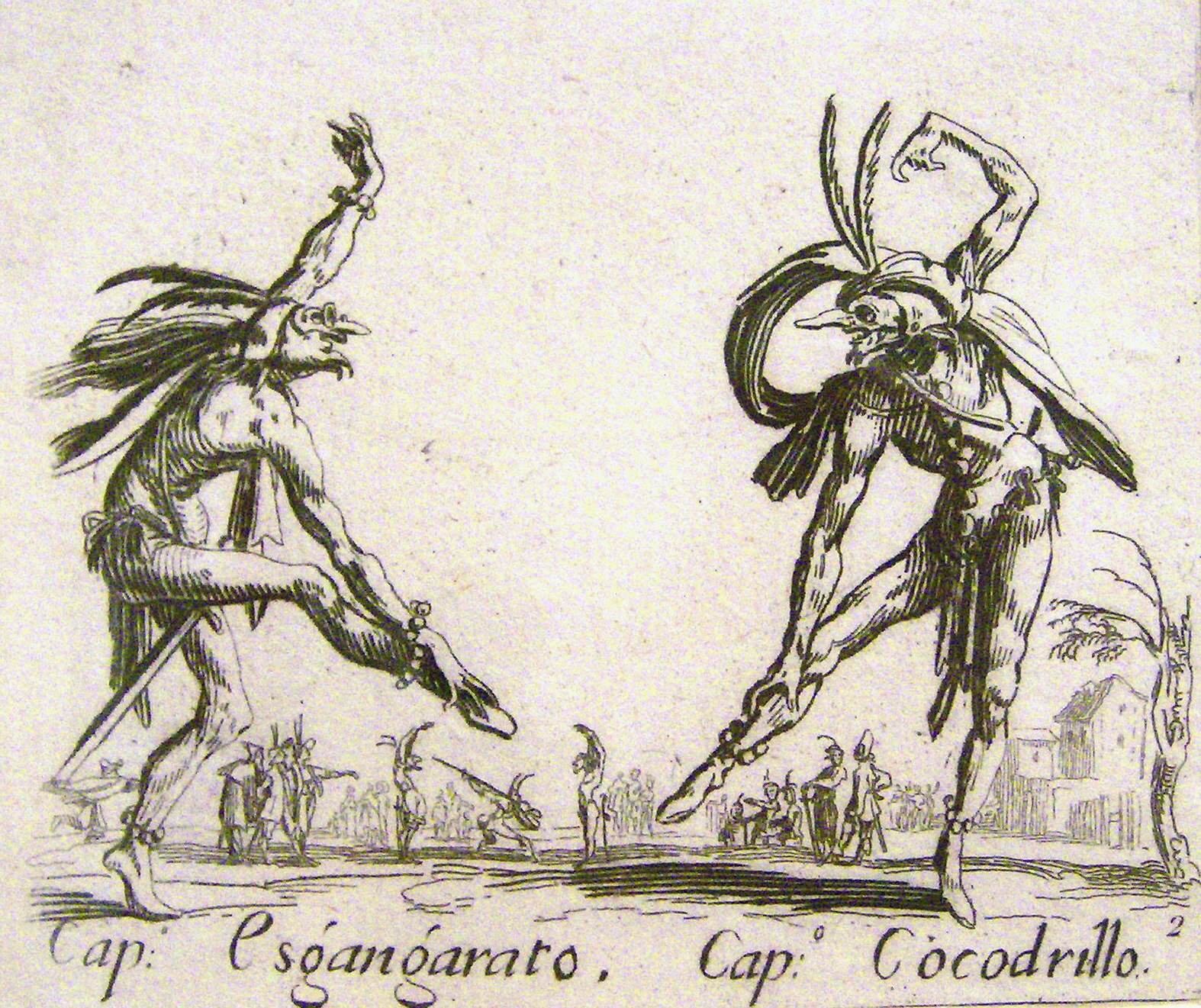
Une gravure des Balli di Sfessania de Jacques Callot.

La sonate K. 172, en si bémol majeur, est notée Allegro.
Scarlatti donne sur un mouvement de tarentelle toutes sortes de modulations : 
- modales — passant du majeur au mineur et inversement ;
- harmoniques — en parcourant une partie du cycle des quintes, qui donne à cette partie une allure proprement beethovénienne ;
- par ton entier — ascendant dans la première section (si bémol à do), puis dans la seconde, ascendant (sol à la) et descendant (ré à do)[1].

Sitwell trouve cette sonate « de type napolitain, semblable aux Balli di Sfessania et la tarentelle n'est jamais loin ». Les gravures des artistes de rue de Jacques Callot, reproduisent très probablement les pratiques de jeux réels de la Commedia dell'arte et peuvent être aisément liées à l'auto-ironie de Scarlatti et au paysage musical de nombreuses sonates.

## Manuscrits
Le manuscrit principal est le numéro 25 du volume I (Ms. 9772) de Venise (1752), copié pour Maria Barbara ; les autres sont Parme I 25 (Ms. A. G. 31406), Münster V 28 (Sant Hs 3968) et Vienne A 21 (VII 28011 A).

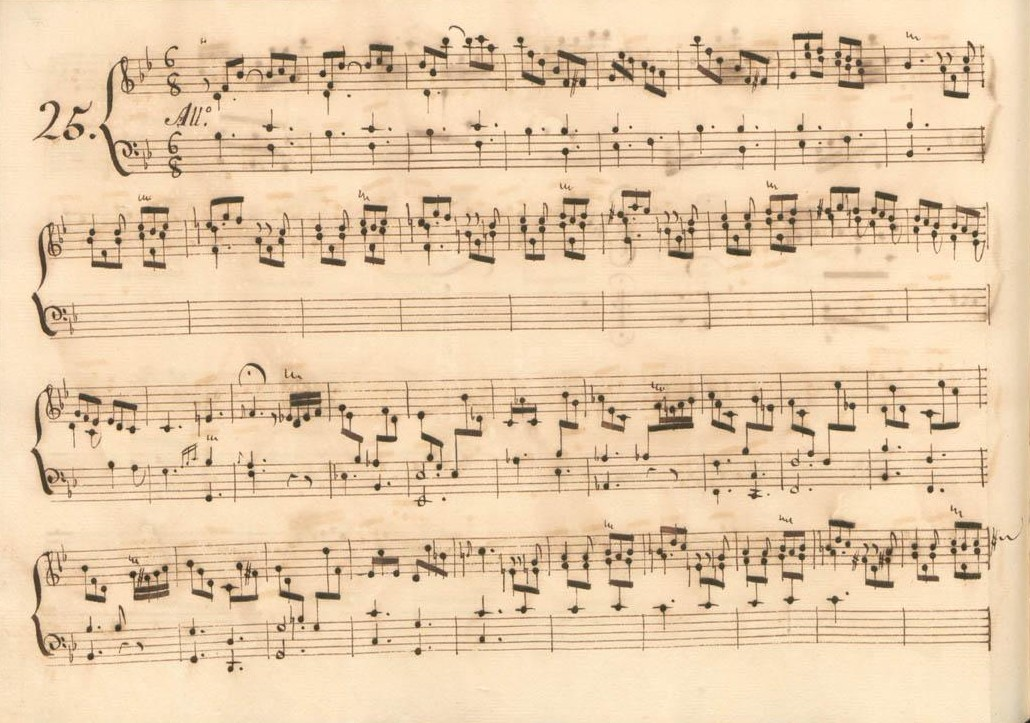
Parme I 25.
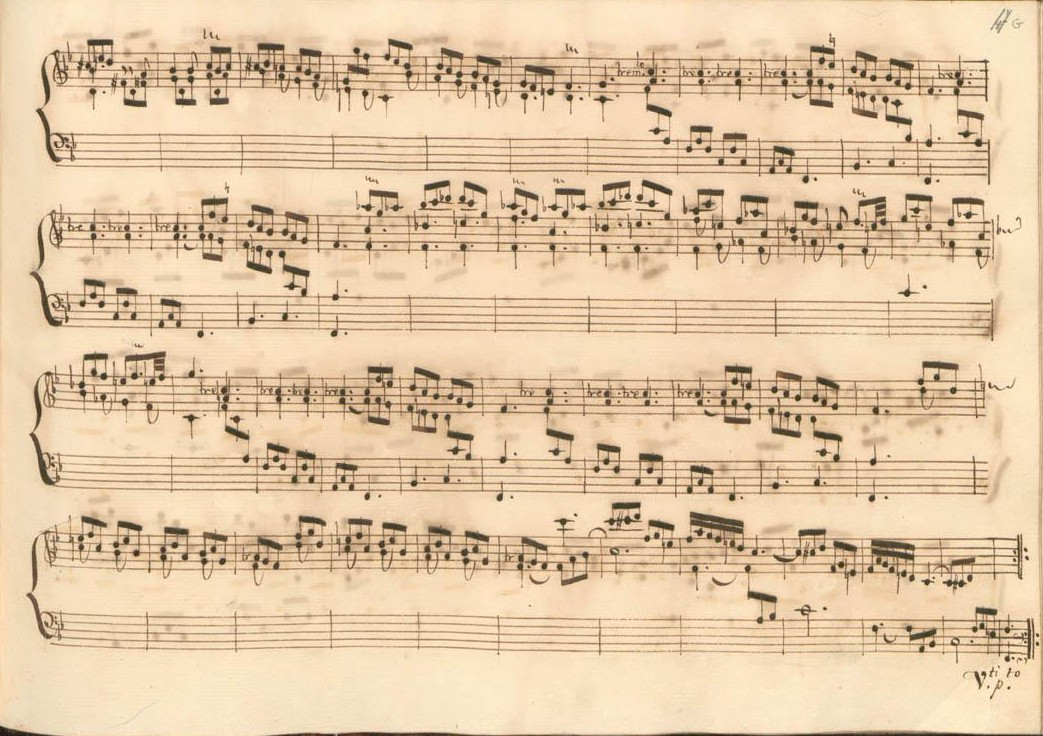
Parme I 25 (fin de la première section).
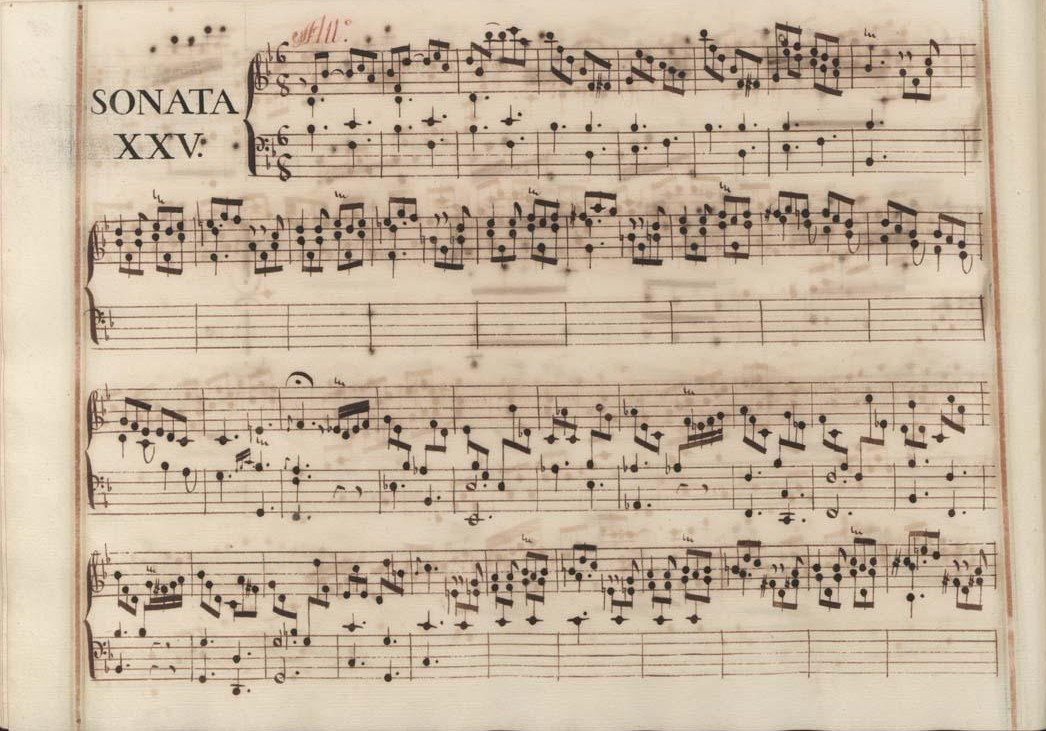
Venise I 25.
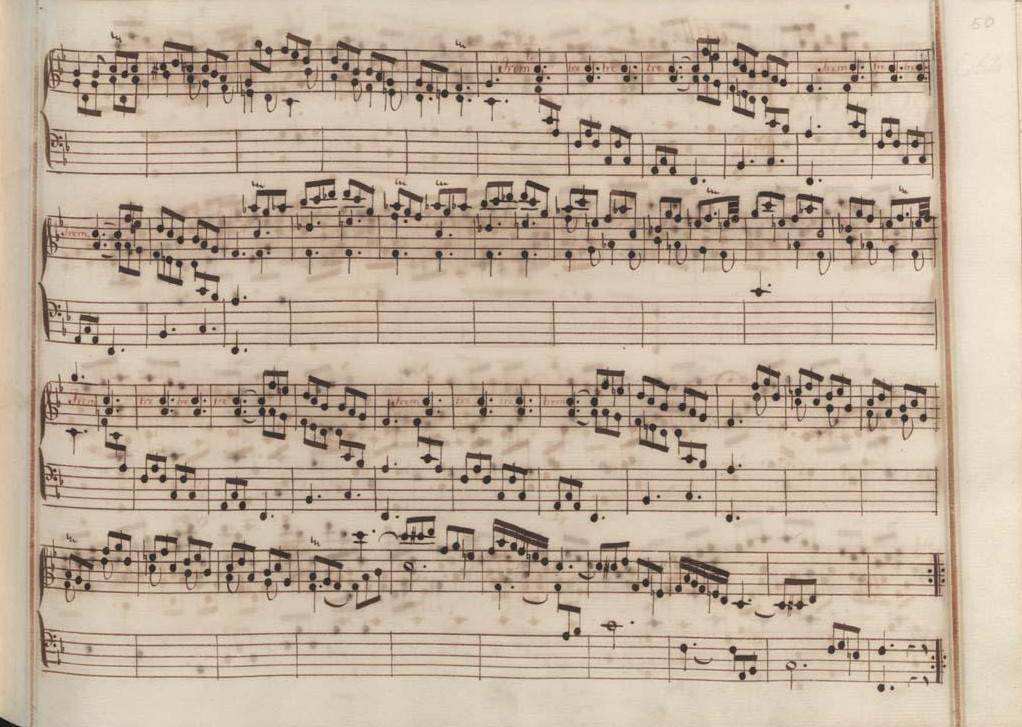
Venise I 25 (fin de la première section).
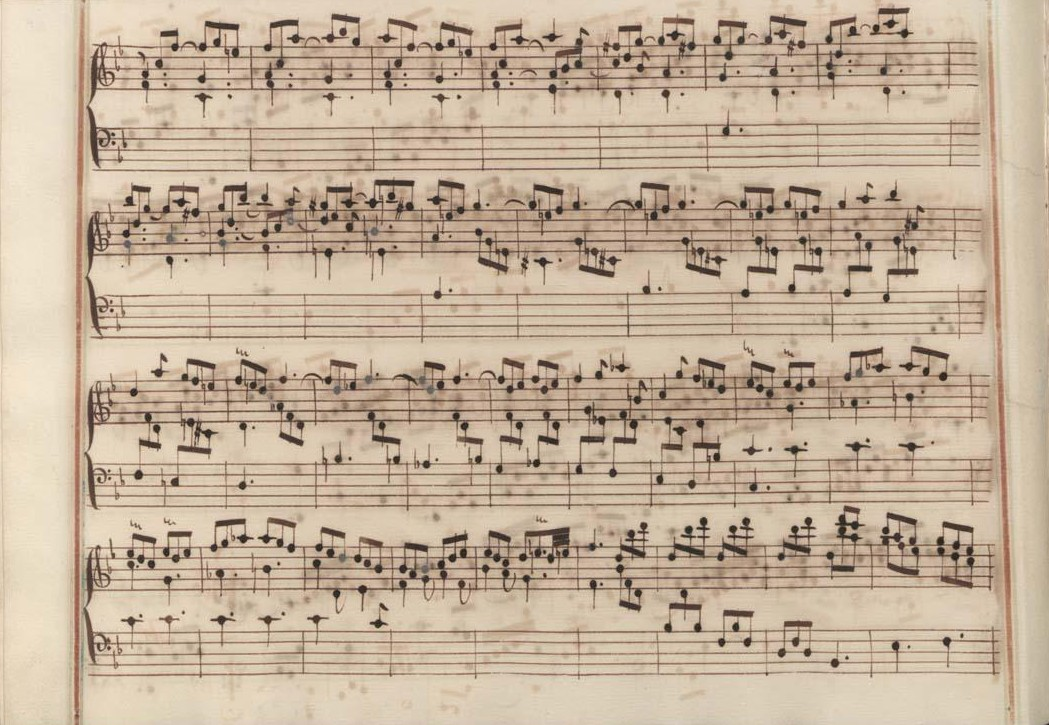
Venise I 25 (début de la seconde section).
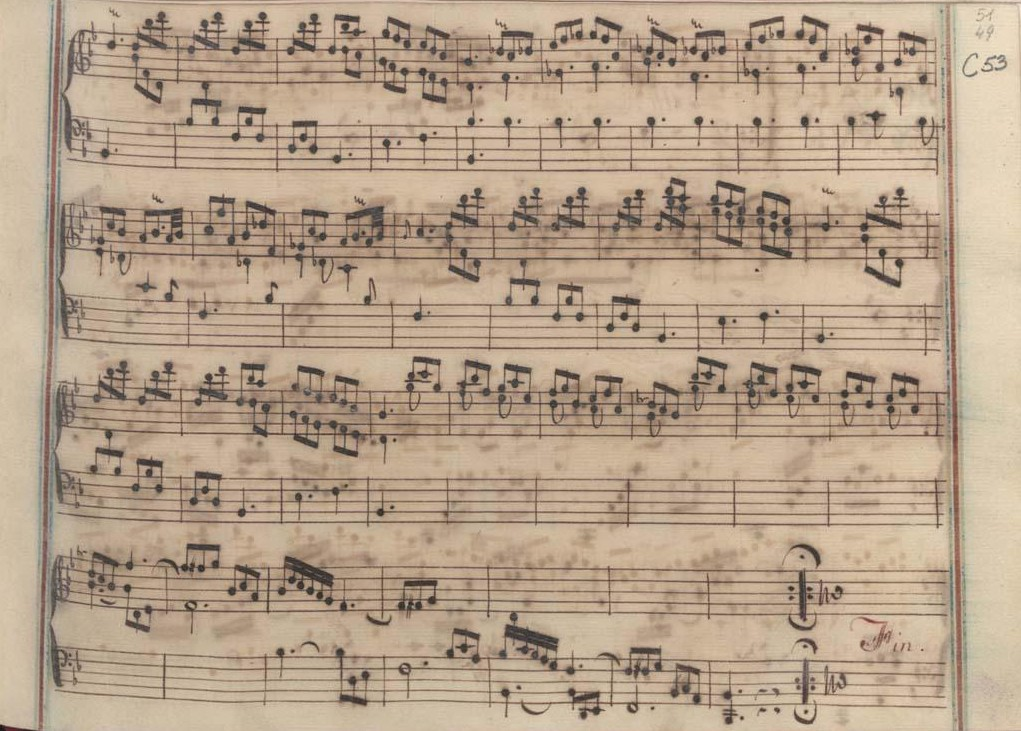
Venise I 25 (fin de la sonate).

## Interprètes
La sonate K. 172 est défendue au piano, notamment par Carlo Grante (2012, Music & Arts, vol. 3), Andrea Bacchetti (2013, RCA) et Sergio Gallo (fi) (2022, Naxos vol. 27) ; au clavecin, elle est jouée par Scott Ross (1985, Erato), Richard Lester (2001, Nimbus, vol. 1) et Pieter-Jan Belder (Brilliant Classics, vol. 4).

## Sources
: document utilisé comme source pour la rédaction de cet article.
- (en) Sacheverell Sitwell, A Background for Domenico Scarlatti 1685-1757 : Written for his 250th anniversary, Londres, Faber, 1935, 168 p. (ISBN 0-8371-4335-7, OCLC 655824195, lire en ligne)
- Ralph Kirkpatrick (trad. de l'anglais par Dennis Collins), Domenico Scarlatti, Paris, Lattès, coll. « Musique et Musiciens », 1982 (1re éd. 1953 (en)), 493 p. (ISBN 978-2-7096-0118-4, OCLC 954954205, BNF 34689181).
- Alain de Chambure, « Domenico Scarlatti, Intégrale des sonates — Scott Ross », Erato/Éditions Costallat (2564-62092-2 (livret : 2292-45309-2)), 1985 (OCLC 891183737) .
- (en) Carlo Grante, « Domenico Scarlatti, intégrale des sonates pour clavier (vol. 1) », Music & Arts (CD-1236), 2010 .